# MONKEY BARRELS
『MONKEY BARRELS』（モンキーバレルズ）は、グッド・フィールが開発し2019年11月7日に発売したアクションシューティングゲーム。

## 概要
家電会社「カニダエレクトロ」が開発した家電ロボット兵器により人間が滅び動物たちが暮らす日本が舞台で、動物兵器にも着手しようと目論むCEO・蟹田越前（かにだえちぜん）にさらわれた仲間のコテツを取り戻すためにサルのマサルたちが戦いを繰り広げる。プレイ画面は正面見下ろし型で、全98種類の武器から銃などのメインウェポン2つと手榴弾・シールドなどのサブウェポン2つを装備し使い分けながら全22ステージを攻略していく。
グッド・フィールは起業以来、主に任天堂が発売するソフトの開発やスマートフォン・Facebook向けアプリの自社配信を行ってきたが、本作はグッド・フィール自身が初めて家庭用ゲーム機向けソフトの発売元となっている。

## システム
舞台となるのは東京、神奈川、静岡、愛知、大阪の5地域で、それぞれに複数のステージが含まれている。各ステージの最後ではボス戦が行われる。操作キャラクターはマサルとその仲間のハナコ、そしてエンディング後に加わるコテツから選択する。
メインウェポンとサブウェポンはいずれも使用回数が決まっているが、メインウェポンは使い切った後に一定時間経過すると自動でリロードされ、サブウェポンはステージ内で「弾薬ボックス」を取得すると補充される。新たな武器は、ステージ開始前の拠点にいる仲間の「芝山さん」が営む店で購入でき、ステージ内にある「武器設計図」を入手すると品揃えが増える。
敵を倒した時、ダメージを受けた時、「ワイルドドリンク」を取得した時に「ワイルドゲージ」が増加し、最大まで溜めると「ワイルドアタック」を発動できる。発動直後には周囲の敵弾を一掃できるほか、発動中にはメインウェポンの使用回数が減らず撃ち放題になる。
本編とは別のオンライン対戦モード「バナナスクランブル」は4人から6人のプレイヤーが参加して行われる。ステージ内に落ちているバナナを制限時間内に一番多く集めたプレイヤーが勝利というルールで、対戦相手を攻撃するとその相手が持つバナナが周囲にばら撒かれる。

## 開発
グッド・フィールでは従来から家庭用ゲーム機向けに自社のオリジナルソフトを自社の名前で出したいという目標を持っており、設立10年を過ぎた2015年頃に機運が高まったことから、プロジェクトの隙間ができるタイミングを狙って開発がスタートした。当初は1年以内に完成させる予定だったが、開発中に新規スタッフが加入したり別のプロジェクトのために抜けたりという事態が繰り返されたことにより2年以上の開発期間が費やされている。
グッド・フィールの社長で本作プロデューサーの蛭子悦延からは、荒廃した世界を舞台とする映画『マッドマックス』のようなものを作ろうという提案があったが、ディレクターの塚脇忠典は日本をモチーフにしたいという思いがあり、日本的な終末の世界観が構築された。また、アートディレクションを担当したのはフランス人の社内アーティストで、海外目線で見た日本像が作品に反映されている。